# Фримен, Кэти
Кэтрин Астрид Саломея Фримен (англ. Catherine Astrid Salome Freeman, 16 февраля 1973 года) — австралийская легкоатлетка, олимпийская чемпионка 2000 года в беге на 400 метров. Происходит из австралийских аборигенов. Кэти Фримен родилась в Слейд-Пойнт, Маккей, Квинсленд, где местный легкоатлетический стадион назван в честь неё.

## Карьера
Кэти начала заниматься лёгкой атлетикой очень рано, в шесть лет, соревнуясь со своими братьями, Гартом Алгаром и Норманом Ганстоном. Первый их тренер — Брюс Уэлз, отчим.
В 1990 году Кэти в составе эстафетной команды 4×100 метров приняла участие в Играх Содружества, проходивших в Окленде, Новая Зеландия. Команда завоевала золотые медали, а Кэти Фримен стала первым аборигеном, который выиграл золотую медаль на Играх Содружества, а также самой молодой золотой медалисткой. В том же году она представляла сборную Австралии на чемпионате мира по лёгкой атлетике среди юниоров, который проходил в городе Пловдив, Болгария. На дистанции 100 метров она достигла полуфинала, а на дистанции 200 метров заняла 5-е место.
На 2-м для себя чемпионате мира среди юниоров в Сеуле, Южная Корея, Фримен заняла второе место вслед за китаянкой Ху Линг. Также в 1992 году Фримен приняла участие в Олимпийских играх в Барселоне, Испания, где бежала новую для себя дистанцию 400 метров. Но на чемпионате мира по лёгкой атлетике в 1993 году она бежала привычные для себя 200 метров.
1994 год стал для Фримен годом прорыва, когда она впервые вошла в мировую элиту лёгкой атлетики. На Играх Содружества в Канаде Кэти Фримен завоевала две золотые медали на дистанциях 200 метров и 400 метров, в составе эстафетной сборной выиграла серебряную медаль на дистанции 4×100 метров, а также золотую медаль на дистанции 4×400 метров, но после этот результат был аннулирован. В течение того сезона Фримен сбросила 1,3 секунды со своего лучшего результата на дистанции 400 метров (50,03 секунды). Также она установила свои личные рекорды на дистанциях 100 метров (11,24 секунды) и 200 метров (22,25 секунды).
На Чемпионат мира в Швеции Кэти Фримен ехала как один из претендентов на золотую медаль, но заняла лишь 4-е место.
В течение 1996 года Кэти Фримен установила целый ряд личных рекордов и рекордов Австралии, что сделало её одной из основных соперниц французской легкоатлетки Мари Жозе Перек на Олимпийских играх в Атланте. На Олимпиаде Фримен в финале прибежала второй вслед за Перек, установив новый рекорд Австралии (48,63 с).
На чемпионате мира в 1997 году в Афинах Фримен была фавориткой в беге на 400 метров, что она и подтвердила, выиграв дистанцию с результатом 49,77 с. Сезон-98 Фримен пропустила из-за травмы. После возвращения на беговую дорожку в 1999 году она не проиграла ни одного старта, включая Чемпионат мира 1999 года, где спортсменка защищала свой титул.
Её победная серия продолжилась и в 2000 году, несмотря на то, что Перек вернулась на беговую дорожку. На домашней Олимпиаде, где ей предстояло противостояние с Перек, Фримен считалась фавориткой. Но этого «поединка» не случилось, так как Перек неожиданно покинула Олимпиаду. Фримен завоевала Олимпийский титул, став всего лишь вторым аборигеном — олимпийским чемпионом (первым была Нова Перис-Нибоун, завоевавшая золото в хоккее на траве на Олимпийских играх в Атланте). Кэти Фримен была удостоена чести зажечь олимпийский огонь на церемонии открытия сиднейской Олимпиады. Затем, выиграв забег на 400 метров, она стала первым спортсменом в истории, выигравшим соревнования на тех же Играх, на которых зажигал олимпийский огонь.
После своего олимпийского триумфа Фримен решила взять перерыв, вернувшись в 2002 году для участия в Играх Содружества в Манчестере в эстафетной сборной на дистанции 4×400 метров, где она вместе с подругами по команде завоевала золото. В 2004 году Кэти Фримен объявила о завершении карьеры.

## Высшие достижения
| Дистанция | Время  | Скорость ветра | Место                                  | Дата                 |
| --------- | ------ | -------------- | -------------------------------------- | -------------------- |
| 100 м     | 11, 24 | + 1,1          | Брисбен, Австралия                     | 5 февраля 1994 года  |
| 200 м     | 22, 25 | + 1,3          | Виктория (Британская Колумбия), Канада | 26 августа 1994 года |
| 300 м     | 36, 42 | -              | Мехико, Мексика                        | 3 мая 2003 года      |
| 400 м     | 48, 63 | -              | Атланта, Джорджия, США                 | 29 июля 1996 года    |

## Награды
- 1990 — Молодой австралиец года
- 1998 — Австралиец года
- 2001 — Спортсменка года по версии Laureus World Sports Awards
- 2001 — Олимпийский орден